# 𠊎人

𠊎人，又作艾人，即使用𠊎话的族群，属客家族群的一支，主要分布在中国广东省的西部地区（粤西）、广西壮族自治区的南部地区（桂南）。𠊎人在明清之际有部分入迁到越南，被越南政府划为一个单一的民族：艾族。
𠊎人为客家人的一支，但又与客家人主要分布区相隔较远，且分离时间较早，除语言较为相近之外，在文化习俗上与一般客家人相差较大，而与当地其他族群习俗较为接近。

粤西和桂南的𠊎人总数约500万，海外𠊎人（除越南）一般统一归入客家族群。